# Guacamelee! 2
Guacamelee! 2 es un videojuego de plataformasestilo Metroidvania desarrollado y publicado por DrinkBox Studios. Es una secuela de Guacamelee!. El videojuego fue publicado el 21 de agosto de 2018 para Microsoft Windows y PlayStation 4, mientras que la versión para Nintendo Switch fue lanzado el 10 de diciembre de 2018. La versión para Xbox One fue lanzada el 18 de enero de 2019. El videojuego recibió reseñas generalmente positivas en su lanzamiento.

## Jugabilidad
Guacamelee 2 es un videojuego de plataformas de estilo Metroidvania. El jugador controla a Juan Aguacate, un luchador que pelea con puñetazos, patadas y agarres de lucha libre. A lo largo del videojuego, Juan vuelve a adquirir muchos de sus poderes del videojuego anterior, muchos de los cuales tienen aplicaciones de combate y movimiento; por ejemplo, el Rooster Uppercut, que otorga movilidad vertical al mismo tiempo que ataca a los enemigos por encima y rompe obstáculos del mismo color. 
También aprende nuevos trucos al completar desafíos otorgados por entrenadores que se encuentran en todo el mundo, como ataques más dañinos o salud adicional. El cambio más drástico es la transformación del pollo; mientras que en el videojuego anterior era solo para atravesar pequeños corredores, ahora tiene un conjunto de habilidades de lucha propio con movimientos especiales únicos. También hay salas de desafío que pueden ser exploradas por los jugadores. El videojuego puede ser jugado en solitario o en multijugador cooperativo de hasta 4 jugadores. El videojuego contiene más tipos de enemigos, habilidades, y mapas más largos cuando se los compara con su predecesor.

## Argumento
El juego comienza con una versión simplificada de la batalla final del primer juego ante el poderoso Calaca, conduciendo al final verdadero donde el luchador Juan salva con éxito a la hija de "El Presidente", Lupita. Siete años después, los dos están casados y viven con dos hijos, con Juan estando fuera de forma. Nubes negras empiezan a aparecer en el pueblo, seguido por Uay Chivo, el mentor de Juan, apareciendo para decirle que el "Mexiverso" entero estaba en peligro. Él lleva a Juan por un portal a la "Línea Temporal Oscura", donde se encuentra la fuente del problema. En esta línea temporal, Juan y Lupita murieron en manos de Calaca, que fue derrotado por otro luchador llamado Salvador. En los siete años siguientes, Salvador se corrompió por el poder de su máscara, y ahora desea recolectar las tres reliquias que le darían acceso al Guacamole Sagrado en el reino de "El Otromundo" y ser todopoderoso. Sin embargo, mientras empezaba a recolectar las reliquias, causó que se desestabilizaran las líneas del tiempo, lo que significaría el fin de todas las líneas temporales si no es detenido a tiempo
Juan se reúne con Tostada, la Guardiana de la Máscara, así recupera su forma de lucha. Ellos empiezan a viajar a través del mundo para detener a Salvador y sus secuaces de recolectar las relicias, pero finalmente fallan, y Salvador consigue satisfactoriamente el Guacamole Sagrado. Sin embargo, Juan lo derrota, lo que hace que la máscara de Salvador se destruya resultando en su muerte. Las líneas de tiempo fueron restauradas y el mexiverso fue salvado, pero esto previene que Juan vuelva a su propia línea temporal. Recordando una conversación anterior, donde se dijo que "El Otromundo" conecta a todas las líneas temporales, él salta de regreso hacia "El Otromundo" antes de que el camino cierre y mira hacia los muchos portales indistinguibles. 
En el final normal, su familia espera su regreso por muchos años, hasta que finalmente regresa. En el final verdadero, obtenido si el jugador limpia el crisol del Pollo Illuminati y se encuentra con la Santa Gallina, Juan sigue su consejo y se saca la máscara, inmediatamente identificando el portal correcto y regresando con su familia sin retrasos.

## Desarrollo

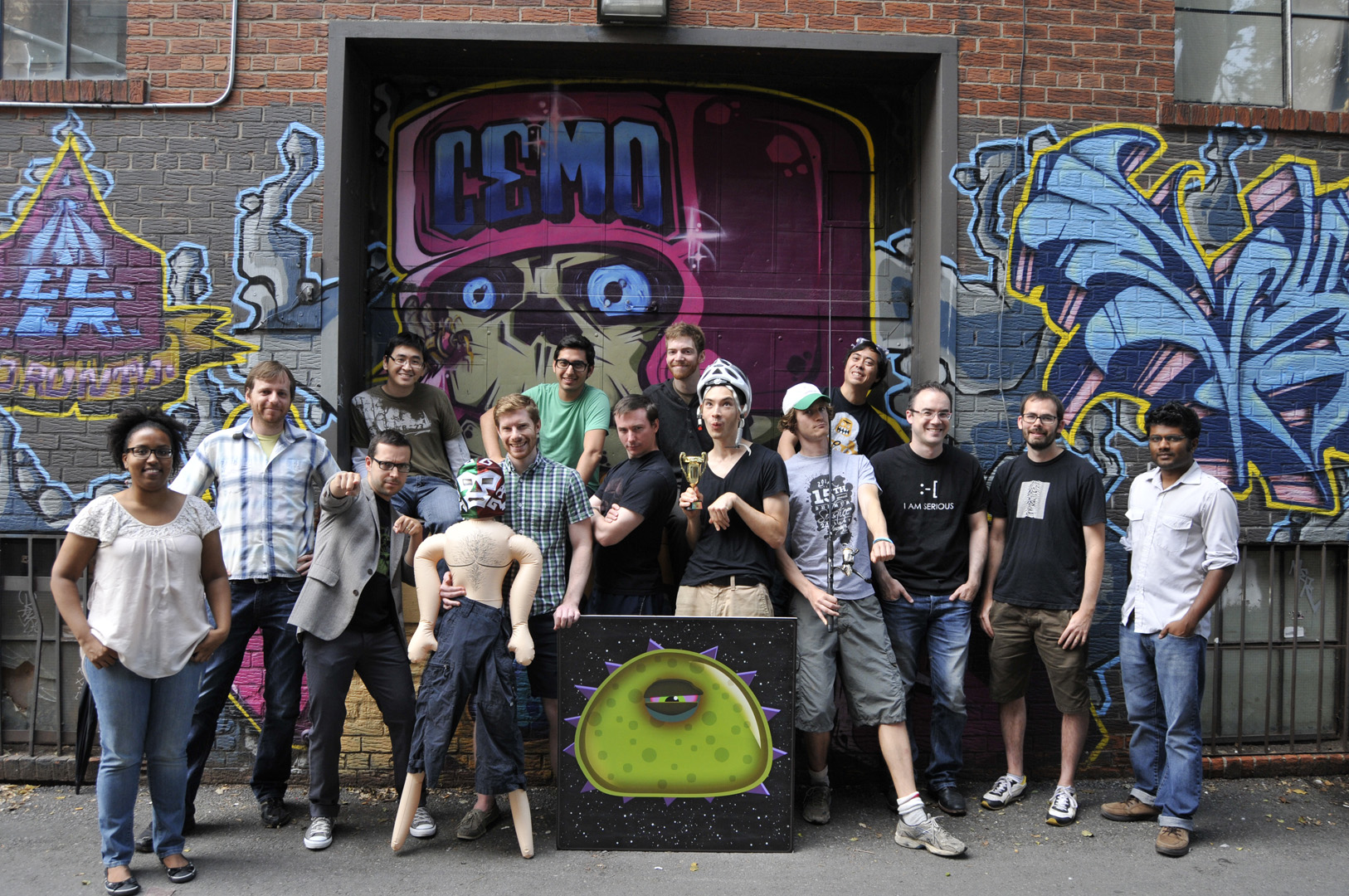
Miembros de Drink Box Studios, Desarrolladores de Guacamelee!

El videojuego fue desarrollado por DrinkBox Studios. A diferencia de su predecesor, el videojuego no fue lanzado para PlayStation Vita ya que DrinkBox optó por usar PlayStation 4 como plataforma base para utilizar su nuevo motor de renderizado. El equipo realizó prototipos de diferentes movimientos para Juan, pero finalmente decidieron retener todos los movimientos del original ya que sentían que eran más intuitivos que los recién creados.
El videojuego fue anunciado en la Paris Games Week por Sony Interactive Entertainment en octubre de 2017. Fue lanzado para Microsoft Windows y PlayStation 4 el 21 de agosto de 2018.
DrinkBox anunció la versión para Nintendo Switch el 8 de octubre de 2018, siendo publicada más tarde el 10 de diciembre de 2018. Además de esto, fue su primer videojuego para Switch.
Luego de su lanzamiento, el juego recibió dos DLC agregando nuevos personajes y un último desafío llamado The Proving Grounds.

## Recepción
El videojuego recibió reseñas generalmente favorables según el agregador de reseñas Metacritic.
Fue nominado para los NAVGTR Awards en las categorías "Diseño de control, 2D o 3D limitado" y "Juego, Franquicia de acción".